# William Dunham
William Wade Dunham (Pittsburgh, 8 de dezembro de 1947) é um escritor e matemático estadunidense que trabalhou inicialmente com topologia mas tornou-se interessado na história da matemática e especializou-se sobre Leonhard Euler. Recebeu diversos prêmios por escrever e lecionar sobre este assunto.

## Formação
Dunham obteve um B.S. na Universidade de Pittsburgh em 1969, um M.S. na Universidade Estadual de Ohio em 1970 e um Ph.D. na mesma instituição em 1974, orientado por Norman Levine e John Philip Huneke.

## Obras
Dunham ganhou o prêmio da American Association of Publishers por escrever o Melhor Livro de Matemática de 1994 por seu livro The Mathematical Universe. Em seu livro Euler: The Master of Us All, examina o trabalho matemático impressionante de Leonhard Euler. Recebeu um Prêmio Lester R. Ford em 2006 por seu artigo expositivo Touring the Calculus.
Em 2007 deu uma palestra sobre a fórmula da soma do produto de Euler e sua relação com a teoria analítica dos números, bem como discutiu a avaliação de Euler de uma integral não trivial na celebração do "Ano de Euler" pela Euler Society. Publicou um capítulo "Euler and the Fundamental Theorem of Algebra" no livro The Genius of Euler publicado em 2007 para comemorar o 300º aniversário de Euler.
- Dunham, William (1990). Journey Through Genius: The Great Theorems of Mathematics 1st ed. [S.l.]: John Wiley and Sons. ISBN 0-471-50030-5[9]
- Dunham, William (1994). The Mathematical Universe 1st ed. [S.l.]: John Wiley and Sons. ISBN 0-471-53656-3
- Dunham, William (1999). Euler: The Master of Us All 1st ed. [S.l.]: Mathematical Association of America. ISBN 0-88385-328-0
- Dunham, William (2007). "Euler and the Fundamental Theorem of Algebra" in The Genius of Euler: Reflections on his Life and Work. [S.l.]: Mathematical Association of America. ISBN 978-0-88385-558-4
- Dunham, William (2008). The Calculus Gallery 1st ed. [S.l.]: Princeton University Press. ISBN 978-0-691-13626-4[10]
- Dunham, William (2010). Great Thinkers, Great Theorems (Video Lecture Series). The Great Courses. ISBN 159803690-4